# Case Western Reserve University
La Case Western Reserve University (nota anche come Case Western Reserve, Case Western e CWRU) è un'università privata statunitense situata nei pressi di Cleveland, in Ohio. L'università è stata creata nel 1967 dalla federazione del Case Institute of Technology (fondato nel 1881 da Leonard Case Jr.) e della Western Reserve University (fondata nel 1826 nella zona che un tempo era detta Connecticut Western Reserve). La rivista Time ha descritto la fusione come la creazione "dell'università più ebraica di Cleveland".
Tra il collaboratori dell'università ci sono 16 premi Nobel. La Case Western Reserve è particolarmente nota per la sua Scuola di Medicina, per la business school, per la Scuola di Odontoiatria, per la Scuola di Legge, per la Scuola di Infermieristica Frances Payne Bolton (dal nome dell'ex rappresentante degli Stati Uniti Frances P. Bolton), per il Dipartimento di Ingegneria Biomedica. È anche un istituto leader per la ricerca in elettrochimica e l'ingegneria elettrochimica. Attualmente (2017), l'editor per il Journal of Electrochemical Society è un professore della Case e l'università è sede di sei fellow della Electrochemical Society. La Case Western Reserve è membro dell'Association of American Universities.
L'università si trova circa 8 km ad est del centro di Cleveland nel quartiere noto come University Circle, un'area di 220 ettari che contiene numerose altre istituzioni educative, mediche e culturali. Case Western Reserve ha una serie di programmi tenuti in collaborazione con istituzioni dello University Circle, tra cui la Cleveland Clinic, gli Ospedali universitari di Cleveland, la Louis Stokes Cleveland Department of Veteran's Affairs Medical Center, il Cleveland Institute of Music, il Cleveland Hearing & Speech Center, il Cleveland Museum of Art, il Cleveland Institute of Art, il Cleveland Museum of Natural History, e la Cleveland Play House. Severance Hall, sede dell'Orchestra di Cleveland, si trova nel campus della Case Western Reserve University.
Il famoso esperimento con l'interferometro di Michelson-Morley è stato condotto nel 1887 nel seminterrato di un dormitorio del campus da Albert A. Michelson della Case School of Applied Science e Edward Morley della Western Reserve University. Questo esperimento è considerato la prima forte prova contro la teoria dell'etere luminifero. Michelson divenne il primo americano a vincere un premio Nobel per la scienza.